# Giro d'Abruzzo 2024
Il Giro d'Abruzzo 2024, trentacinquesima edizione della corsa e valevole come prova dell'UCI Europe Tour 2024 categoria 2.1, si svolse in quattro tappe dal 9 al 12 aprile 2024 su un percorso di 658 km, con partenza da Vasto e arrivo all'Aquila, in Italia. La vittoria fu appannaggio del kazako Aleksej Lucenko, il quale completò il percorso in 16h13'20", precedendo il francese Pavel Sivakov e il neozelandese George Bennett.
Sul traguardo dell'Aquila 95 corridori, su 150 partiti da Vasto, portarono a termine la competizione.

## Tappe
| Tappa  | Data      | Percorso                        | km  | Vincitore di tappa | Leader cl. generale |
| ------ | --------- | ------------------------------- | --- | ------------------ | ------------------- |
| 1ª     | 9 aprile  | Vasto > Pescara                 | 160 | Enrico Zanoncello  | Enrico Zanoncello   |
| 2ª     | 10 aprile | Alanno > Magliano de' Marsi     | 162 | Jan Christen       | Jan Christen        |
| 3ª     | 11 aprile | Pratola Peligna > Prati di Tivo | 163 | Aleksej Lucenko    | Aleksej Lucenko     |
| 4ª     | 12 aprile | Montorio al Vomano > L'Aquila   | 173 | Pavel Sivakov      | Aleksej Lucenko     |
| Totale | Totale    | Totale                          | 658 |                    |                     |

## Squadre e corridori partecipanti
| N.      | Cod. | Squadra                            |
| ------- | ---- | ---------------------------------- |
| 1-7     | AST  | Astana Qazaqstan Team              |
| 11-17   | BTC  | Beltrami TSA Tre Colli             |
| 21-27   | BIE  | Biesse-Carrera                     |
| 33-37   | BWB  | Bingoal WB                         |
| 41-47   | COR  | Corratec Vini Fantini              |
| 51-57   | CTF  | CTF Victorious                     |
| 61-67   | EPR  | Epronex-Hungary Cycling Team       |
| 71-77   | GEF  | General Store-Essegibi-F.lli Curia |
| 81-87   | IPT  | Israel-Premier Tech                |
| 91-97   | JCL  | JCL Team Ukyo                      |
| 101-107 | MGK  | MG.K Vis Colors for Peace          |

| N.      | Cod. | Squadra                         |
| ------- | ---- | ------------------------------- |
| 111-117 | PTL  | Petrolike                       |
| 121-127 | TDT  | TDT-Unibet                      |
| 131-137 | MBH  | Team MBH Bank Colpack Ballan    |
| 141-147 | PTK  | Team Polti Kometa               |
| 151-157 | TER  | Team Technipes #inEmiliaRomagna |
| 161-167 | TUD  | Tudor Pro Cycling Team          |
| 171-177 | UAD  | UAE Team Emirates               |
| 181-187 | AZT  | UM Tools Caffè Mokambo          |
| 191-197 | VBF  | VF Group-Bardiani CSF-Faizanè   |
| 201-207 | VSO  | Vini Monzon-Savini Due-OMZ      |
| 211-217 | ZEF  | Zalf Euromobil Fior             |

## Dettagli delle tappe

### 1ª tappa
- 9 aprile: Vasto > Pescara – 160 km

Risultati
| Pos. | Corridore         | Squadra  | Tempo    |
| ---- | ----------------- | -------- | -------- |
| 1    | Enrico Zanoncello | Bardiani | 3h38'41" |
| 2    | Matteo Malucelli  | Ukyo     | s.t.     |
| 3    | Manuel Peñalver   | Polti    | s.t.     |

| Pos. | Corridore         | Squadra  | Tempo    |
| ---- | ----------------- | -------- | -------- |
| 1    | Enrico Zanoncello | Bardiani | 3h38'31" |
| 2    | Matteo Malucelli  | Ukyo     | a 4"     |
| 3    | Manuel Peñalver   | Polti    | a 6"     |

### 2ª tappa
- 10 aprile: Alanno > Magliano de' Marsi – 162 km

Risultati
| Pos. | Corridore       | Squadra | Tempo    |
| ---- | --------------- | ------- | -------- |
| 1    | Jan Christen    | UAE     | 4h05'10" |
| 2    | Aleksej Lucenko | Astana  | a 16"    |
| 3    | Thomas Pesenti  | Ukyo    | s.t.     |

| Pos. | Corridore       | Squadra | Tempo    |
| ---- | --------------- | ------- | -------- |
| 1    | Jan Christen    | UAE     | 7h43'41" |
| 2    | Aleksej Lucenko | Astana  | a 20"    |
| 3    | Thomas Pesenti  | Ukyo    | a 22"    |

### 3ª tappa
- 11 aprile: Pratola Peligna > Prati di Tivo – 163 km

Risultati
| Pos. | Corridore       | Squadra | Tempo    |
| ---- | --------------- | ------- | -------- |
| 1    | Aleksej Lucenko | Astana  | 4h16'20" |
| 2    | Diego Ulissi    | UAE     | a 2"     |
| 3    | Adam Yates      | UAE     | s.t.     |

| Pos. | Corridore       | Squadra | Tempo     |
| ---- | --------------- | ------- | --------- |
| 1    | Aleksej Lucenko | Astana  | 12h00'11" |
| 2    | Adam Yates      | UAE     | a 14"     |
| 3    | Yannis Voisard  | Tudor   | a 37"     |

### 4ª tappa
- 12 aprile: Montorio al Vomano > L'Aquila – 173 km

Risultati
| Pos. | Corridore       | Squadra | Tempo    |
| ---- | --------------- | ------- | -------- |
| 1    | Pavel Sivakov   | UAE     | 4h13'13" |
| 2    | George Bennett  | Israel  | a 1"     |
| 3    | Aleksej Lucenko | Astana  | s.t.     |

| Pos. | Corridore       | Squadra | Tempo     |
| ---- | --------------- | ------- | --------- |
| 1    | Aleksej Lucenko | Astana  | 16h13'20" |
| 2    | Pavel Sivakov   | UAE     | a 31"     |
| 3    | George Bennett  | Israel  | a 34"     |

## Evoluzione delle classifiche
| Tappa              | Vincitore          | Classifica generale Maglia azzurra | Classifica a punti Maglia ciclamino | Classifica scalatori Maglia verde | Classifica giovani Maglia bianca | Classifica a squadre |
| ------------------ | ------------------ | ---------------------------------- | ----------------------------------- | --------------------------------- | -------------------------------- | -------------------- |
| 1ª                 | Enrico Zanoncello  | Enrico Zanoncello                  | Enrico Zanoncello                   | Andrea Guerra                     | Thomas Pesenti                   | JCL Team Ukyo        |
| 2ª                 | Jan Christen       | Jan Christen                       | Jan Christen                        | Andrea Guerra                     | Jan Christen                     | UAE Team Emirates    |
| 3ª                 | Aleksej Lucenko    | Aleksej Lucenko                    | Aleksej Lucenko                     | Aleksej Lucenko                   | Marco Brenner                    | UAE Team Emirates    |
| 4ª                 | Pavel Sivakov      | Aleksej Lucenko                    | Aleksej Lucenko                     | Aleksej Lucenko                   | Marco Brenner                    | UAE Team Emirates    |
| Classifiche finali | Classifiche finali | Aleksej Lucenko                    | Aleksej Lucenko                     | Aleksej Lucenko                   | Marco Brenner                    | UAE Team Emirates    |

Maglie indossate da altri ciclisti in caso di due o più maglie vinte
- Nella 2ª tappa Matteo Malucelli ha indossato la maglia ciclamino al posto di Enrico Zanoncello.
- Nella 3ª tappa Thomas Pesenti ha indossato la maglia ciclamino al posto di Jan Christen e Matthew Riccitello ha indossato la maglia bianca al posto di Jan Christen.
- Nella 4ª tappa Jan Christen ha indossato la maglia ciclamino al posto di Aleksej Lucenko e Diego Ulissi ha indossato la maglia verde al posto di Aleksej Lucenko.

## Classifiche finali

### Classifica generale - Maglia azzurra
| Pos. | Corridore          | Squadra  | Tempo     |
| ---- | ------------------ | -------- | --------- |
| 1    | Aleksej Lucenko    | Astana   | 16h13'20" |
| 2    | Pavel Sivakov      | UAE      | a 31"     |
| 3    | George Bennett     | Israel   | a 34"     |
| 4    | Adam Yates         | UAE      | a 1'02"   |
| 5    | Yannis Voisard     | Tudor    | a 1'20"   |
| 6    | Diego Ulissi       | UAE      | a 1'21"   |
| 7    | Paul Double        | Polti    | a 1'39"   |
| 8    | Marco Brenner      | Tudor    | a 2'18"   |
| 9    | Giovanni Carboni   | Ukyo     | a 2'54"   |
| 10   | Domenico Pozzovivo | Bardiani | a 3'07"   |

### Classifica a punti - Maglia ciclamino
| Pos. | Corridore       | Squadra | Punti |
| ---- | --------------- | ------- | ----- |
| 1    | Aleksej Lucenko | Astana  | 32    |
| 2    | Pavel Sivakov   | UAE     | 26    |
| 3    | George Bennett  | Israel  | 22    |
| 4    | Yannis Voisard  | Tudor   | 20    |
| 5    | Diego Ulissi    | UAE     | 17    |

### Classifica scalatori - Maglia verde
| Pos. | Corridore       | Squadra | Punti |
| ---- | --------------- | ------- | ----- |
| 1    | Aleksej Lucenko | Astana  | 34    |
| 2    | George Bennett  | Israel  | 25    |
| 3    | Diego Ulissi    | UAE     | 14    |
| 4    | Pavel Sivakov   | UAE     | 13    |
| 5    | Andrea Guerra   | Zalf    | 10    |

### Classifica giovani - Maglia bianca
| Pos. | Corridore           | Squadra | Punti     |
| ---- | ------------------- | ------- | --------- |
| 1    | Marco Brenner       | Tudor   | 16h15'38" |
| 2    | Jan Christen        | UAE     | a 1'33"   |
| 3    | Matthew Riccitello  | Israel  | a 1'35"   |
| 4    | Louka Matthys       | Bingoal | a 1'41"   |
| 5    | Florian S. Kajamini | Colpack | a 1'52"   |

### Classifica a squadre
| Pos. | Squadra                | Tempo     |
| ---- | ---------------------- | --------- |
| 1    | UAE Team Emirates      | 48h42'35" |
| 2    | Tudor Pro Cycling Team | a 7'26"   |
| 3    | Israel-Premier Tech    | a 18'15"  |
| 4    | TDT-Unibet             | a 22'38"  |
| 5    | Astana Qazaqstan Team  | a 24'43"  |